# Império Ricardense
Grêmio Recreativo Escola de Samba Império Ricardense é uma escola de samba da cidade do Rio de Janeiro, fundada a 19 de abril de 2015. Está sediada no bairro de Ricardo de Albuquerque, em frente à estação de trem deste bairro, onde se localiza a sede do Grêmio Social Ricardense.

## História
A escola surgiu como uma dissidência do Arame de Ricardo. Em seu primeiro ano, foi a última escola a desfilar, e embora bastante luxuosa, teve um problema no carro alegórico, que a fez perder o título. Já sob a gerência da LIESB, a agremiação foi a campeã do Grupo E.

## Segmentos

### Presidentes e Vice Presidentes
| Nome       | Mandato         | Ref.        |
| ---------- | --------------- | ----------- |
| Dom Moraes | Presidente      | [ 3 ] [ 4 ] |
| Magalhães  | Vice Presidente | [ 5 ]       |

### Diretores
| Ano  | Diretor de Carnaval | Diretor geral de harmonia | Mestre de bateria          | Ref.  |
| ---- | ------------------- | ------------------------- | -------------------------- | ----- |
| 2016 | Serginho Aguiar     | Giba Andolinni            | Mariano                    | [ 3 ] |
| 2017 | Serginho Aguiar e   | Janor                     | Ronaldo Careca             | [ 4 ] |
| 2018 | Serginho Aguiar     | Janor                     | Ronaldo Careca e Alexandre |       |
| 2019 | Thiago Moraes       | Janor                     | Mariano                    |       |
| 2020 | Renato Álvaro       | Gerson                    | Liandro                    | [ 5 ] |
| 2022 | Sandro Moraes       | Janor                     | Bolinha e Marcinho         |       |
| 2023 | Comissão Carnaval   | Janor                     | Bolinha e Marcinho         |       |
| 2024 | Cassia Londra       | Marcos                    | ?                          |       |
| 2025 | Hernrique           | Alessandro Mogin          | Diego                      |       |

### Intérpretes
| Período | Intérprete oficial           | Ref.        |
| ------- | ---------------------------- | ----------- |
| 2016    | Andinho Samara e Dudu Vianna | [ 6 ] [ 4 ] |
| 2017    | Andinho Samara               |             |
| 2018    | Edinho Gomes                 |             |
| 2019    | Dalilah e Nazário            |             |
| 2020    | Nélio Martins                | [ 5 ]       |
| 2021    | Nelio Marins                 |             |
| 2022    | Nelio Marins                 |             |
| 2023    | Nelio Marins                 |             |
| 2024    | Nelio Marins                 |             |
| 2025    | Nelio Marins                 |             |

### Coreógrafos
| Ano  | Nome            | Ref.  |
| ---- | --------------- | ----- |
| 2016 | Juninho Mix     | [ 3 ] |
| 2017 | Juninho MIx     |       |
| 2018 | Juninho Mix     |       |
| 2019 | Jefferson Costa |       |
| 2020 | Jefferson Costa | [ 5 ] |
| 2022 | Vinny Ramos     |       |
| 2023 | Vinny Ramos     |       |
| 2024 | Vinny Ramos     |       |
| 2025 | Vinny Ramos     |       |

### Casal de Mestre-sala e Porta-bandeira
| Ano  | Nome                                  | Ref.  |
| ---- | ------------------------------------- | ----- |
| 2016 | Douglas Valle e Fernanda Araújo       | [ 3 ] |
| 2017 | Willian Miranda e Fernanda Araújo     |       |
| 2018 | Willian Miranda e Fernanda Araujo     |       |
| 2019 | Igor e Kauana                         |       |
| 2020 | Ruan Vitor e Kauanna Oliveira "Kakau" | [ 5 ] |
| 2022 | Pedro e Kauanna Oliveira              |       |
| 2023 | Ruan Vitor e Patrícia Oliveira        |       |
| 2024 | Ruan Vitor e Patrícia Oliveira        |       |
| 2025 | Marcinho e Nani                       |       |

- Commons

### Corte de Bateria
| Período | Rainha              | Ref.  |
| ------- | ------------------- | ----- |
| 2016    | Nathália Machado    | [ 3 ] |
| 2017    | Nathalia Machado    |       |
| 2018    | Aninha Absurda      |       |
| 2019    | Larissa             |       |
| 2020    | Ranya Mayan Cantora | [ 5 ] |
| 2022    | Soraya Rocha        |       |
| 2023    | Wanessa Bernardo    |       |
| 2024    | Wanessa Bernardo    |       |
| 2025    | Wanessa Bernardo    |       |

## Carnavais
| Ano | Colocação | Grupo | Enredo | Carnavalesco | Ref.   |
| --- | --- | --- | --- | --- | ------ |
| 2016 | 3.º Lugar | Série E (sexta divisão)                                                                                               | Meu lugar... | Arilton Smith e Fabio Giampietro                                                                                      | [ 6 ]  |
| 2017 | Campeã | Série E (sexta divisão)                                                                                               | La ultima noche de carnaval                                                                                           | Arilton Smith e Fabio Giampietro                                                                                      | [ 4 ]  |
| 2018 | 8.º Lugar | Série D (quinta divisão)                                                                                              | Awré Bambá Lázaro: O Mensageiro do Oriki de Olodum                                                                    | Arilton Smith, Gabriel Mello, Alicinha Smith e Eliane Boldrini                                                        | [ 7 ]  |
| 2019 | 9.º Lugar | Série D (quinta divisão)                                                                                              | "AMA" O brado das amazonas                                                                                            | Fabio Giampietro | [ 8 ]  |
| 2020 | 9.º Lugar | Acesso da Intendente quarta divisão                                                                                   | De Carlota Joaquina a Bacurau, nosso Cinema deu Show e virou Carnaval!                                                | Orlando Junior |        |
| Inicialmente adiados para o mês de julho, os desfiles do Carnaval 2021 foram cancelados devido a pandemia de Covid-19 | Inicialmente adiados para o mês de julho, os desfiles do Carnaval 2021 foram cancelados devido a pandemia de Covid-19 | Inicialmente adiados para o mês de julho, os desfiles do Carnaval 2021 foram cancelados devido a pandemia de Covid-19 | Inicialmente adiados para o mês de julho, os desfiles do Carnaval 2021 foram cancelados devido a pandemia de Covid-19 | Inicialmente adiados para o mês de julho, os desfiles do Carnaval 2021 foram cancelados devido a pandemia de Covid-19 | [ 9 ]  |
| 2022 | 10.º Lugar | Série Bronze (quarta divisão)                                                                                         | Ticuna - As Encatarias do Povo Pescado por Yoi nas sagradas Águas Vermelha do Igarapé Eware                           | Comissão de Carnaval                                                                                                  | [ 10 ] |
| 2023 | 6.º Lugar | Serie Bronze (Terça-feira) (quarta divisão)                                                                           | Kianga - O Eterno Pôr do Sol Compositores: Léo Berê e Adelmo Luiz                                                     | Felipe Santos & Fernando Saol                                                                                         | [ 11 ] |
| 2024 | 5.º Lugar | Série Bronze (Segunda-feira) (quarta divisão)                                                                         | Patativa do Assaré - Um poema de amor ao Nordeste                                                                     | Renato Vieitas e Pablo Azevedo                                                                                        | [ 12 ] |
| 2025 | 9.º Lugar (Rebaixada)                                                                                                 | Série Bronze (Sábado) (quarta divisão)                                                                                | Era uma vez... Lendas e Folclore de uma Terra Chamada Brasil                                                          | Alexandre Gonçalves                                                                                                   |        |